# Tricontarinia ciliatipennis
Tricontarinia ciliatipennis är en tvåvingeart som beskrevs av Jean-Jacques Kieffer 1910. Tricontarinia ciliatipennis ingår i släktet Tricontarinia och familjen gallmyggor. Inga underarter finns listade i Catalogue of Life.